# Wahlen 1891
◄◄ | ◄ | 1887 | 1888 | 1889 | 1890 | Wahlen 1891 | 1892 | 1893 | 1894 | 1895 | ► | ►►

Weitere Ereignisse
Die hier aufgeführten Wahlen und Abstimmungen fanden im Jahr 1891 statt.

## Europa

### Norwegen
Die 28. Parlamentswahl in Norwegen fand im Jahr 1891 statt.

### Österreich-Ungarn
Die Reichsratswahl 1891 wurde von 2. bis zum 4. März 1891 in Cisleithanien abgehalten.

## Amerika
- Brasilien: Erste Präsidentschaftswahl, gewählt wurde Manuel Deodoro da Fonseca
- Kanada: Die 7. kanadische Unterhauswahl fand am 5. März 1891 statt.